# Zópiro de Alejandría
Zópiro de Alejandría fue un médico y cirujano de Alejandría del siglo I a. C., maestro de Apolonio de Citio y de Posidonio. 
Inventó un antídoto que envió a Mitrídates VI a quien escribió una carta pidiendo probarlo con criminal, según Galeno. Preparó un antídoto similar para uno de los Ptolemeos. Sus fórmulas médicas las mencionen Celio Aureliano, Oribasio de Pérgamo, Aecio de Amida, Pablo de Egina, Marcelo Empírico y Nicolás Mirepsos.
Plinio y Dioscórides hablan de una planta llamada zopyron que seguramente había tomado el nombre de este médico. Nicarco satiriza en uno de sus epigramas sobre un médico llamado Zópiro.